# HX-Geleitzüge

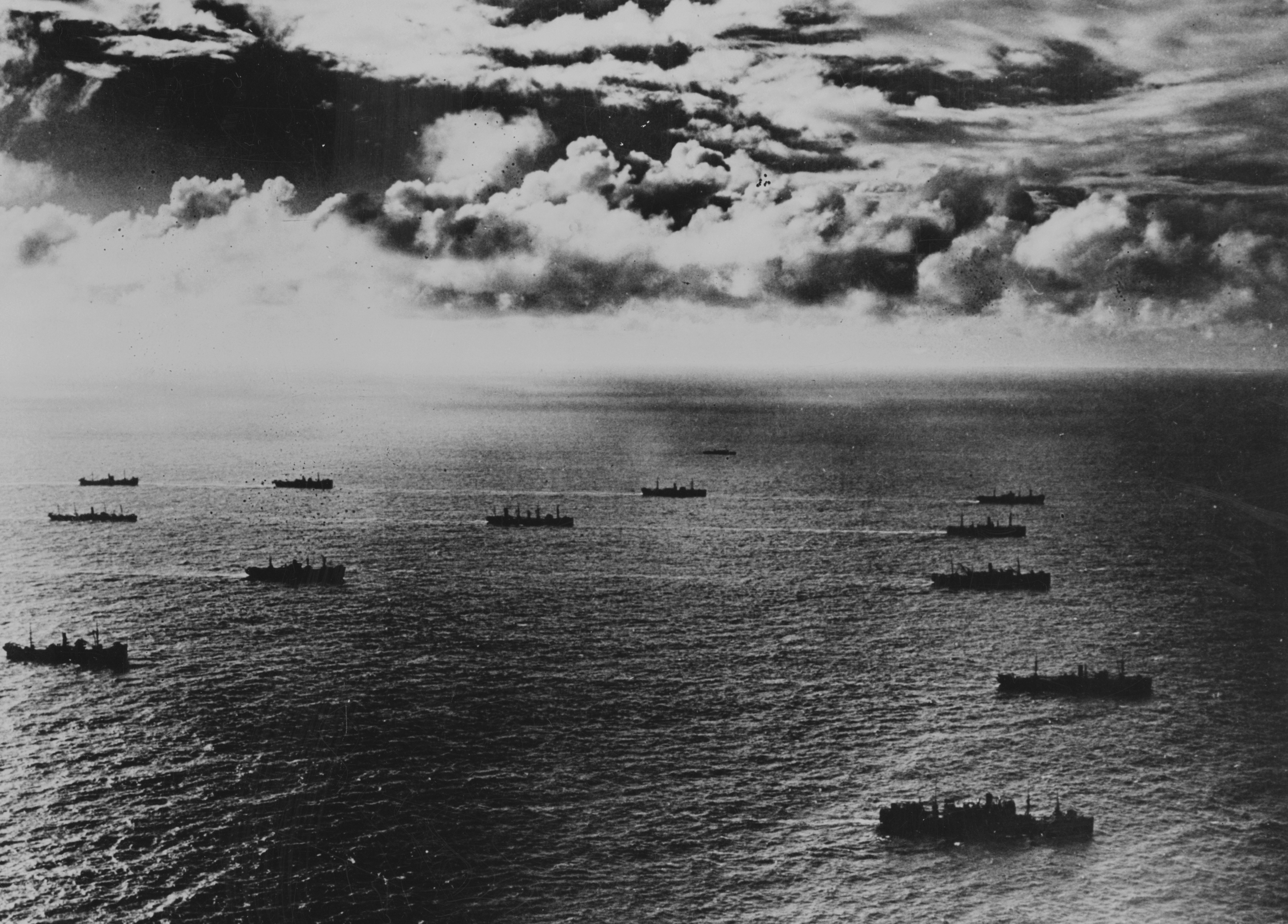
Nordatlantikgeleitzug

HX-Geleitzüge (HX = Halifax) waren militärisch gesicherte, regelmäßig verkehrende Handelsschiffskonvois. Sie fuhren während des Zweiten Weltkrieges auf der Nordatlantikroute zwischen Kanada und Großbritannien. Die Nordatlantikroute war zu dieser Zeit für Großbritannien die wichtigste transatlantische Verbindung. Dementsprechend waren die HX-Geleitzüge, die bis August 1940 diese Route als einzige bedienten, die wichtigsten für das Vereinigte Königreich. Ihre vollständige Unterbrechung hätte eine Fortsetzung des Krieges unmöglich gemacht. Die Deutschen setzten zu ihrer Bekämpfung hauptsächlich U-Boote, aber auch Großkampfschiffe, Flugzeuge und Minen ein. Trotz einiger Erfolge gegen einzelne HX-Geleitzüge lag der Gesamtverlust an Schiffsladungen von 1939 bis 1945 nur bei 0,9 % und war damit weit von einer vollständigen Unterbrechung entfernt.

## Organisation

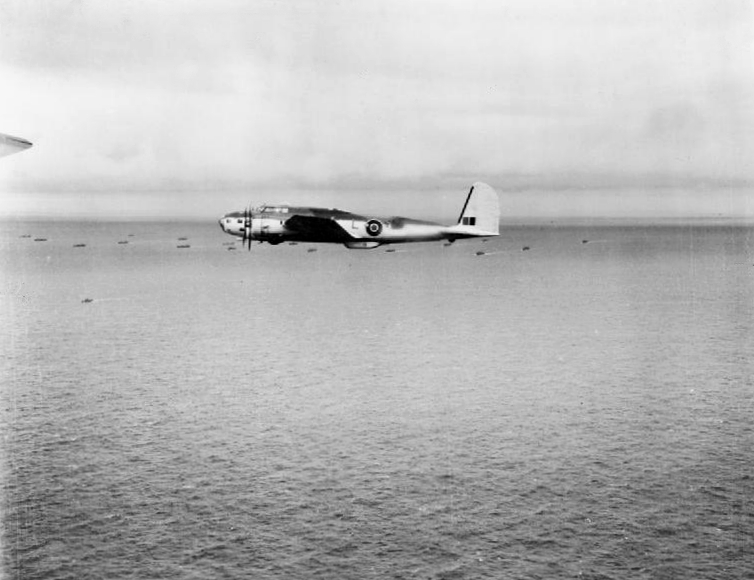
Eine britische Boeing Fortress Mark I bei der Konvoisicherung

Alliiertes Propagandaplakat

Die HX-Geleitzüge nahmen alle Schiffe auf, die über die nordatlantische Route nach Großbritannien fuhren. Die Schiffe kamen aus den verschiedensten nord-, mittel- und südamerikanischen Häfen und sammelten sich im kanadischen Halifax (Lage). Dort sortierten sie sich in HX-Geleitzüge für Schiffe mit einer Geschwindigkeit von 9 bis 12 Knoten und HXF-Geleite (F = Fast) mit einer Geschwindigkeit von 13 bis 15 Knoten. Liverpool (Lage), das über den Nordkanal (Lage) angefahren wurde, war immer der Endpunkt. Hier lösten sich die Geleitzüge auf, und die Frachtschiffe fuhren weiter zu ihren eigentlichen britischen Zielhäfen. Ab HX 208 am 17. September 1942 war der Startpunkt immer New York (Lage).
Die HX-Geleitzüge gingen anfangs alle sieben bis neun Tage ab, während die HXF-Geleitzüge unregelmäßiger fuhren. Mit HXF 20 im Februar 1940 beendete man die Trennung zwischen den schnellen und normalen HX-Geleitzügen. Bis August 1940 waren sie die einzige Verbindung auf der nordatlantischen Route zwischen Nordamerika und Großbritannien. Dann kamen die langsameren SC-Geleitzüge (SC = Slow Convoy) auf der gleichen Route hinzu.
HX 1 verließ am 16. September 1939 Halifax mit 15 Schiffen und lief am 30. September ohne Verluste in Liverpool ein. Bis zum Kriegsende folgten weitere 376 HX-Geleitzüge. HXF 1 fuhr erstmals am 19. September 1939 über den Nordatlantik und erreichte am 29. September 1939 Liverpool. Es folgten bis Februar 1940 weitere 19 HXF-Geleitzüge. Je nach Route, Wetter und Feindlage brauchten die HX-Geleitzüge für die Überfahrt 14 bis 19 und die HXF-Geleitzüge um die 9 bis 13 Tage.
Die größte Gefahr für HX-Geleitzüge ging von deutschen U-Booten aus. Gleich zu Beginn des Krieges stellten sie sich im Bereich der Western Approaches auf, um einlaufende Konvois abzufangen. Dabei operierten sie anfangs noch nah an der britischen und irischen Atlantikküste im Bereich der Rockallbank (Lage). Deshalb sicherte die Royal Navy alle HX-Geleitzüge durch spezielle Escort Groups. Diese bestanden aus geeigneten Sicherungsfahrzeugen wie Zerstörern, Korvetten, Fregatten, Sloops, Trawlern, U-Booten und anderen. Die Geleitsicherung erfolgte anfangs ab 12° W, da die deutschen U-Boote erst in diesem Bereich besonders aktiv waren. Dadurch fuhren die HX-Geleitzüge den größten Teil ihrer Fahrt ohne Geleitschutz. Die deutschen U-Boote stellten sich darauf ein und versuchten anzugreifen, bevor die Eskorten zur Stelle waren. Daraufhin übernahmen die Eskorten die Geleitzüge schon bei 15° und Anfang 1940 bei 20° W. Damit war der Fahrbereich der zum Eskortendienst herangezogenen Zerstörer allerdings ausgereizt, da ein Nachtanken auf hoher See noch nicht möglich war. Um die Geleitzüge dennoch zu schützen, setzte die Royal Navy Hilfskreuzer (engl. Armed Merchant Cruiser) ein. Falls sich deutsche Großkampfschiffe im Nordatlantik bewegten, fuhren auch Schlachtschiffe in den Geleitzügen mit.
Im Verlauf des Krieges verschob sich die Zone, in der U-Boote HX-Geleitzüge angriffen, immer weiter nach Westen, um der Geleitsicherung auszuweichen. Daraufhin organisierten die Briten den Eskortendienst um. Mit zwei Ablösungen für die Geleitfahrzeuge gelang es ihnen im Mai 1941 erstmals, HX 129 durchgehend zu begleiten. In den küstennahen Bereichen schützten zusätzlich landgestützte Flugzeuge die Konvois. Angriffe von U-Booten ereigneten sich deshalb zu dieser Zeit vorwiegend im mittleren Nordatlantik (engl. Mid-Atlantic gap).
In der weiteren Folge verbesserte sich das Geleitzugsystem sukzessive, und die Chancen der Angreifer nahmen ab. Als vorteilhaft erwies sich auch ab 1943 die ständige Sicherung aus der Luft, die durch Geleitträger, Katapultflugzeuge auf Handelsschiffen und landgestützte Langstreckenflugzeuge erreicht wurde. Spätestens ab Mitte 1943 hatten die Angreifer keine Möglichkeit mehr, die Geleitzüge ernsthaft anzugreifen.

## Geleitzüge

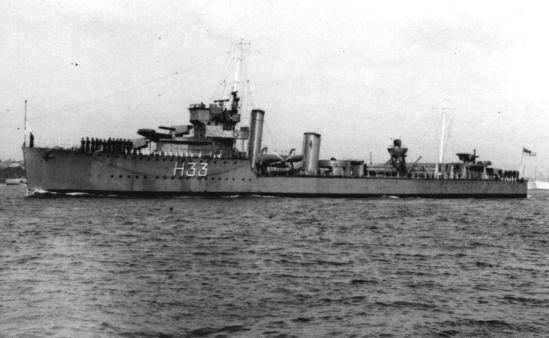
Die Vanoc versenkte …

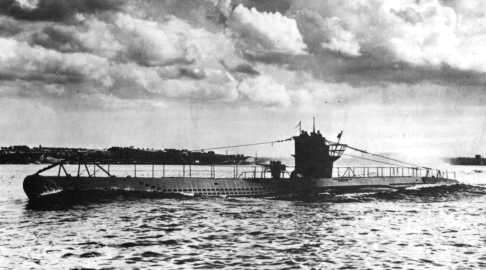
… U 100 am Geleitzug HX 112.

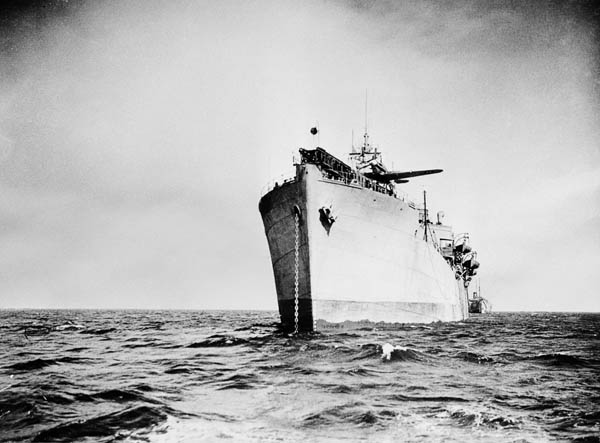
Der Frachter Empire Tide hatte ein Flugzeugkatapult an Bord. Das Flugzeug sollte …

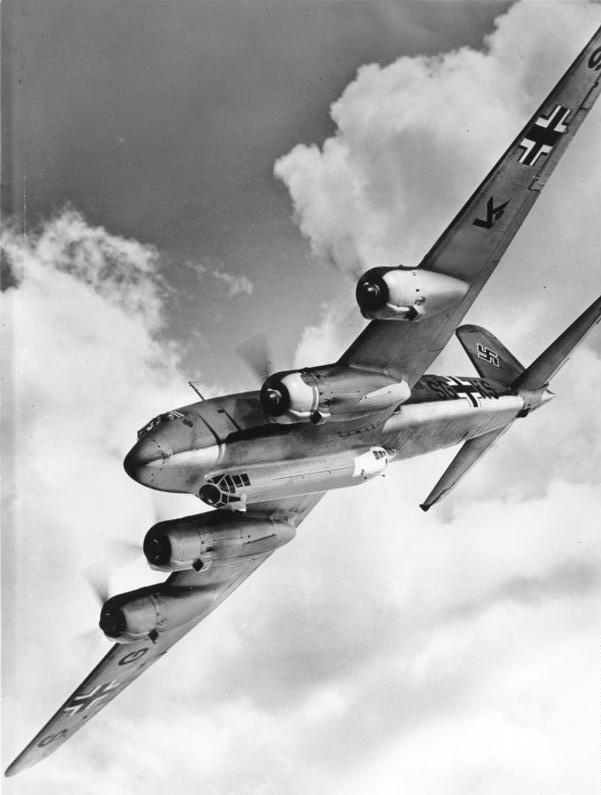
… die Focke-Wulf Fw 200 abschießen, die durch Peilzeichen U-Boote an die Geleite heranführte oder selbst angriff. Ab 1943 fuhren auch …

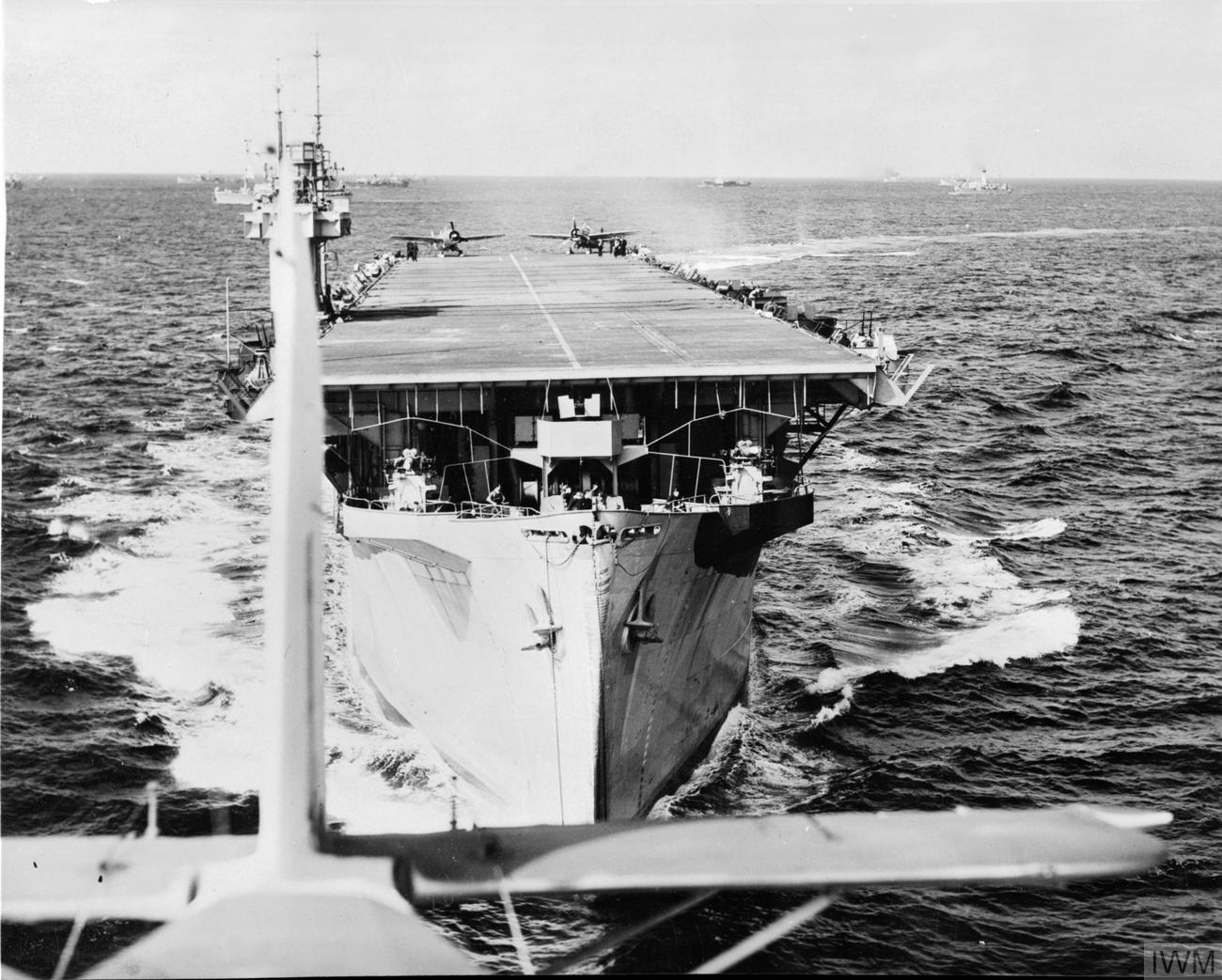
… Geleitträger wie die Biter in HX-Geleitzügen.

Vom 9. bis 16. Oktober 1939 kreuzte das Panzerschiff Deutschland auf den Seewegen der HX-Geleitzüge. Sie fand aber nur Einzelfahrer, die sie jeweils versenkte. Der erste Verlust trat beim HX 5A auf. U 34 versenkte am 29. Oktober den britischen Frachter Malabar (7976 BRT).
Im ersten Halbjahr 1940 fand eine Bekämpfung der HX-Geleitzüge praktisch nicht statt. Die Kriegsmarine war mit der Vorbereitung und der Besetzung von Dänemark und Norwegen sowie dem anschließenden Westfeldzug anderweitig beschäftigt. Im zweiten Halbjahr 1940 operierten die deutschen U-Boote von günstig am Atlantik gelegenen französischen Basen. In dieser Zeit gelang es den wenigen vorhandenen U-Booten, einigen wenigen HX-Geleitzügen Verluste von bis zu 24 % beizubringen. In diese Zeit fällt auch der einzige erfolgreiche Angriff eines deutschen Großkampfschiffes auf einen HX-Geleitzug: Am 5. November 1940 versenkte die Admiral Scheer aus HX 84 östlich von Neufundland sechs Schiffe (47.792 BRT), darunter das einzige Sicherungsschiff, den Hilfskreuzer Jervis Bay (Lage). Nach diesem Vorfall wurden zwei nachfolgende HX-Geleitzüge angehalten und in kanadische Häfen zurückbefohlen.
Nachdem zum Jahreswechsel 1940/1941 keine Angriffe auf HX-Geleitzüge erfolgt waren, setzten diese ab Februar 1941 wieder ein. Die deutschen Schlachtschiffe Gneisenau und Scharnhorst, die sich im Rahmen des Unternehmens Berlin im Nordatlantik bewegten, erfassten am 8. Februar 1941 HX 106. Sie griffen ihn aber nicht an, da die Sicherung unter anderem aus dem britischen Schlachtschiff Ramillies bestand. In dieser Zeit, als sich deutsche Großkampfschiffe im Atlantik aufhielten, fuhren in jedem HX-Geleitzug schwere Überwasserstreitkräfte der Briten mit. Weiterhin flogen insbesondere 1941 verstärkt Kampfflugzeuge Focke-Wulf Fw 200 des Kampfgeschwaders 40 Aufklärungsflüge im östlichen Nordatlantik. Dabei sichteten sie auch HX-Geleitzüge und führten mittels Peilzeichen U-Boote heran. Auch griffen sie Schiffe im Konvoi direkt an und erzielten Versenkungen. In dieser Zeit gelang auch den in Bordeaux stationierten italienischen U-Booten, Schiffe zu versenken. So versenkten die Calvi und die Veniero jeweils einen Nachzügler aus HX 92.
In der ersten Jahreshälfte 1941 gelangen den U-Booten und Flugzeugen deutlich weniger erfolgreiche Angriffe auf HX-Geleite. Auch traten die ersten U-Boot-Verluste am Konvoi auf. So versenkten am 17. März 1941 beim HX 112, die Geleitfahrzeuge Walker das deutsche U-Boot U 99 (Lage) unter Kapitänleutnant Otto Kretschmer und Vanoc die U 100 (Lage) unter Kapitänleutnant Schepke. Kretschmer war bis zu diesem Zeitpunkt – und blieb es auch bis Kriegsende – der erfolgreichste U-Boot-Kommandant (nach versenkter Tonnage) des Zweiten Weltkrieges. In der zweiten Jahreshälfte 1941 hatten nur drei HX-Geleite Verluste zu erleiden. Es gelang den Briten vermehrt, sie um bekannte U-Boot-Stellungen herumzuleiten. Dazu nahmen sie auch zum Teil erhebliche Umwege in Kauf. Im November und Dezember standen wegen anderer Einsätze nur sehr wenige U-Boote im Nordatlantik. In dieser Phase hatten die HX-Geleitzüge keine feindbedingten Verluste.
Nach dem Kriegseintritt der USA verlegte die U-Bootführung den Schwerpunkt des U-Boot-Krieges direkt vor die nordamerikanische Küste. Im ersten Halbjahr 1942 erlitten die HX-Geleitzüge keine feindbedingten Verluste. In der zweiten Jahreshälfte 1942 kehrten die U-Boote wieder auf die nordatlantische Route zurück. Es gelang ihnen vereinzelt, HX-Geleitzüge zu finden und anzugreifen. Die Zahl der im Rudel angreifenden U-Boote hatte sich inzwischen beträchtlich erhöht, was aber auch Probleme verursachte – wie beim Geleitzug HX 217. Dort standen 16 U-Boote am Geleitzug. Dabei kam es am 8. Dezember 1942 zur Kollision zwischen U 221 und U 254 (Lage), bei der das letztere sank.
Im ersten Halbjahr 1943 erhöhten sich die Sichtungen und Angriffe auf HX-Geleitzüge. Die Verluste stiegen sowohl bei den Konvois als auch bei den angreifenden U-Booten an. Als die U-Boot-Verluste im Mai überhandnahmen, wurden am 24. Mai 1943 jegliche Angriffe auf die folgenden HX-Geleitzüge vorübergehend eingestellt. Die U-Boote verließen die nordatlantische Geleitzugsroute und operierten in anderen Seegebieten, daher konnten die Geleitzüge HX 240 bis HX 253 ungehindert den Nordatlantik überqueren. Die ab September 1943 wieder im Nordatlantik stehenden deutschen U-Boote bekamen Fühlung zu einigen HX-Geleitzügen, erreichten aber keine Versenkung. Die meisten Geleitzüge wichen bekannten U-Boot-Positionen aus. Auch kam es vor, dass die alliierten Geleitfahrzeuge und Flugzeuge alle Angriffe vereiteln und die Angreifer versenken konnten. So geschah es beim HX 264, bei dem zwei U-Boote ohne eigene Verluste versenkt wurden.
Im Jahre 1944 verloren HX-Geleitzüge insgesamt zwei Schiffsladungen. Die Mehrzahl der HX-Konvois erfassten die deutschen U-Boote und Flugzeuge nicht. Das Frachtschiff Daghestan führte beim HX 274 einen Hubschrauber Sikorsky R-4 mit. Dieser erste – noch unbewaffnete – US-Hubschrauber wurde vom 6. bis zum 21. Januar 1944 ausführlich getestet. Der im Juli 1944 abgehende HX 300 war mit 167 Handelsschiffen der größte Geleitzug des Zweiten Weltkrieges. Er erlitt keine Verluste.
Am 20. Februar 1945 versenkte U 1276 (Wendt) die Korvette Vervain, die am HX 337 sicherte. Unmittelbar darauf versenkte die ebenfalls zur Geleitsicherung gehörende Sloop Amethyst das deutsche U-Boot. Der letzte Angriff fand am 18. April 1945 auf HX 348 statt. U 1107 (Parduhn) versenkte den Frachter Cyrus H. McCormick (7181 BRT) und den Tanker Empire Gold (8028 BRT).
Nachfolgend sind alle HX-Geleitzüge aufgeführt, die mindestens einen feindbedingten Verlust einer Schiffsladung hatten. Die Verluste wurden verursacht durch deutsche Großkampfschiffe, U-Boote, Flugzeuge und Seeminen sowie durch italienische U-Boote. Nicht mit eingerechnet sind Verluste durch Kollisionen, Wetter, britische Seeminen oder Bedienungsfehler der Schiffsbesatzungen.
| Geleitzug | Abfahrt            | Ankunft            | Schiffsladungen | Versenkte Schiffsladungen | BRT    | Prozentualer Verlust | Deutsche Verluste |
| --------- | ------------------ | ------------------ | --------------- | ------------------------- | ------ | -------------------- | ----------------- |
| HX 5      | 17. Oktober 1939   | 29. Oktober 1939   | 16              | 2                         | 12.642 | 12,5 %               | 0                 |
| HX 14     | 29. Dezember 1939  | 12. Januar 1940    | 40              | 1                         | 7.267  | 2,5 %                | 0                 |
| HX 22     | 22. Februar 1940   | 9. März 1940       | 35              | 1                         | 5.068  | 2,8 %                | 0                 |
| HX 47     | 2. Juni 1940       | 17. Juni 1940      | 58              | 3                         | 18.045 | 5,1 %                | 0                 |
| HX 49     | 9. Juni 1940       | 24. Juni 1940      | 50              | 3                         | 26.081 | 6 %                  | 0                 |
| HX 53     | 25. Juni 1940      | 10. Juli 1940      | 43              | 1                         | 5.758  | 2,3 %                | 0                 |
| HX 55     | 3. Juli 1940       | 18. Juli 1940      | 40              | 2                         | 15.650 | 5 %                  | 0                 |
| HX 60     | 23. Juli 1940      | 7. August 1940     | 60              | 3                         | 17.102 | 4,9 %                | 0                 |
| HX 62     | 31. Juli 1940      | 15. August 1940    | 79              | 2                         | 7.496  | 2,5 %                | 0                 |
| HX 65     | 12. August 1940    | 27. August 1940    | 51              | 8                         | 53.756 | 15,6 %               | 0                 |
| HX 66     | 16. August 1940    | 31. August 1940    | 51              | 4                         | 17.057 | 7,8 %                | 0                 |
| HX 71     | 5. September 1940  | 20. September 1940 | 33              | 1                         | 5.242  | 3 %                  | 0                 |
| HX 72     | 9. September 1940  | 21. September 1940 | 47              | 11                        | 72.737 | 23 %                 | 0                 |
| HX 76     | 26. September 1940 | 10. Oktober 1940   | 40              | 1                         | 4.956  | 2,5 %                | 0                 |
| HX 77     | 30. September 1940 | 15. Oktober 1940   | 37              | 6                         | 38.534 | 16,2 %               | 0                 |
| HX 79     | 8. Oktober 1940    | 23. Oktober 1940   | 49              | 12                        | 75.063 | 24 %                 | 0                 |
| HX 83     | 24. Oktober 1940   | 7. November 1940   | 38              | 1                         | 6.993  | 2,6 %                | 0                 |
| HX 84     | 28. Oktober 1940   | 5. November 1940   | 38              | 5                         | 33.628 | 13,1 %               | 0                 |
| HX 90     | 21. November 1940  | 5. Dezember 1940   | 41              | 9                         | 52.817 | 21,9 %               | 0                 |
| HX 92     | 29. November 1940  | 12. Dezember 1940  | 24              | 4                         | 26.111 | 16,6 %               | 0                 |
| HX 107    | 3. Februar 1941    | 28. Februar 1941   | 29              | 4                         | 28.771 | 13,7 %               | 0                 |
| HX 109    | 13. Februar 1941   | 4. März 1941       | 38              | 3                         | 22.907 | 7,8 %                | 0                 |
| HX 112    | 1. März 1941       | 20. März 1941      | 42              | 5                         | 34.505 | 11,9 %               | 2 U-Boote         |
| HX 115    | 17. März 1941      | 3. April 1941      | 33              | 3                         | 12.945 | 8,8 %                | 0                 |
| HX 121    | 16. April 1941     | 3. Mai 1941        | 50              | 4                         | 35.495 | 8 %                  | 1 U-Boot          |
| HX 126    | 10. Mai 1941       | 28. Mai 1941       | 37              | 9                         | 54.451 | 24,3 %               | 0                 |
| HX 133    | 16. Juni 1941      | 3. Juli 1941       | 64              | 4                         | 28.207 | 6,25 %               | 2 U-Boote         |
| HX 209    | 24. September 1942 | 9. Oktober 1942    | 40              | 1                         | 11.651 | 2,5 %                | 2 U-Boote         |
| HX 212    | 18. Oktober 1942   | 2. November 1942   | 54              | 6                         | 52.000 | 11,1 %               | 0                 |
| HX 217    | 27. November 1942  | 14. Dezember 1942  | 39              | 3                         | 20.929 | 7,6 %                | 2 U-Boote         |
| HX 222    | 6. Januar 1943     | 22. Januar 1943    | 35              | 1                         | 14.547 | 2,8 %                | 0                 |
| HX 223    | 14. Januar 1943    | 2. Februar 1943    | 57              | 2                         | 16.480 | 3,5 %                | 0                 |
| HX 224    | 22. Januar 1943    | 5. Februar 1943    | 64              | 3                         | 24.823 | 4,6 %                | 1 U-Boot          |
| HX 227    | 18. Februar 1943   | 6. März 1943       | 71              | 2                         | 14.352 | 2,8 %                | 0                 |
| HX 228    | 28. Februar 1943   | 15. März 1943      | 87              | 4                         | 24.175 | 4,7 %                | 2 U-Boote         |
| HX 229    | 8. März 1943       | 23. März 1943      | 40              | 13                        | 93.502 | 34 %                 | 1 U-Boot          |
| HX 230    | 18. März 1943      | 2. April 1943      | 46              | 1                         | 7176   | 2,1 %                | 0                 |
| HX 231    | 25. März 1943      | 10. April 1943     | 62              | 6                         | 41.500 | 9 %                  | 2 U-Boote         |
| HX 232    | 1. April 1943      | 16. April 1943     | 51              | 4                         | 24.221 | 7,8 %                | 0                 |
| HX 233    | 6. April 1943      | 21. April 1943     | 58              | 1                         | 7.134  | 1,7 %                | 1 U-Boot          |
| HX 234    | 12. April 1943     | 29. April 1943     | 46              | 1                         | 10.218 | 2,1 %                | 4 U-Boote         |
| HX 237    | 1. Mai 1943        | 17. Mai 1943       | 47              | 3                         | 21.389 | 6,3 %                | 4 U-Boote         |
| HX 305    | 25. August 1944    | 10. September 1944 | 97              | 2                         | 17.048 | 2 %                  | 0                 |
| HX 332    | 13. Januar 1945    | 28. Januar 1945    | 48              | 1                         | 8.262  | 2 %                  | 0                 |
| HX 348    | 3. April 1945      | 20. April 1945     | 90              | 2                         | 15.209 | 2,2 %                | 0                 |

Alle Verluste von Schiffen, die in HX-Geleitzügen fuhren, nach Jahr.
| Jahr   | Geleitzüge | Schiffsladungen | Geleitzüge mit Verlusten | Verluste | Verluste in Prozent |
| ------ | ---------- | --------------- | ------------------------ | -------- | ------------------- |
| 1939   | 22         | 431             | 2                        | 3        | 0,7 %               |
| 1940   | 91         | 3424            | 18                       | 72       | 2 %                 |
| 1941   | 70         | 3050            | 7                        | 31       | 1,8 %               |
| 1942   | 54         | 1811            | 3                        | 11       | 0,5 %               |
| 1943   | 53         | 2958            | 12                       | 41       | 1,3 %               |
| 1944   | 55         | 4085            | 1                        | 2        | 0,04 %              |
| 1945   | 32         | 1985            | 2                        | 3        | 0,05 %              |
| Gesamt | 377        | 17.744          | 45                       | 163      | 0,9 %               |